# Hokov
Hokov (deutsch Hokau) ist ein Ortsteil der Gemeinde Hořovičky in Tschechien. Er liegt 14 Kilometer nordwestlich von Rakovník und gehört zum Okres Rakovník.

## Geographie
Hokov befindet sich am Oberlauf des Baches Hokovský potok bzw. Ratzkovský potok, eines Zuflusses zum Očihovecký potok (Kleiner Goldbach) im Rakonitzer Hügelland. Nördlich erheben sich der Pláň (425 m) und der Novoveský vrch (440 m), im Nordosten der Červený vršek (422 m), östlich der Na Vyhlídce (426 m), im Süden der Šmikouský vrch (438 m) sowie südwestlich der Lovíč (520 m), die Skalky (492 m) und der Liščí vrch (436 m). Einen halben Kilometer nördlich von Hokov verläuft die Straße I/6 / E 48 zwischen Prag und Karlsbad.
Nachbarorte sind Děkov, Vlkov und Nová Ves im Norden, Svojetín, Veclov und Hořesedly im Nordosten, Nový Dvůr und Kněževes im Osten, Kolešovice, Keblany und Heřmanov im Südosten, Zderaz, Švihov und Oráčov im Süden, Čížkov, Bedlno, Šmikousy und Bukov im Südwesten, Hořovičky und Kolešov im Westen sowie Strojetice, Vrbice und Běsno im Nordwesten.

## Geschichte
Hokov wurde während der böhmischen Binnenkolonisation zwischen dem 11. und 13. Jahrhundert angelegt. Der Name des Dorfes leitet sich von einem Personennamen Hok bzw. Hocke her.
Die erste urkundliche Erwähnung des Ortes erfolgte im Jahre 1386 im Zusammenhang mit Otto von Hokov. Seit dem Ende des 14. Jahrhunderts ist eine Feste nachweislich, die Sitz der Vladiken Hok von Hokov war. Besitzer des Gutes aus dieser Familie waren Radislav Racek von Hokov, ab 1404 dessen Witwe Dorota und Ulrich von Drasovice, sowie von 1412 bis 1413 Jindřich Hess von Hokov. Im Jahre 1430 kaufte Burghard von Šanov das Gut, ihm folgte 1437 Dalibor von Hokov. Später gehörte der größte Teil von Hokov dem Prager Burggrafen Jan Hokovský, der das Gut 1483 dem Prager Oberstburggrafen Janec von Janowitz auf Petersburg veräußerte. Dieser verkaufte Hokov zusammen mit Petersburg noch im selben Jahre an den königlichen Kämmerer Burian von Guttenstein. Im Jahre 1485 tauschte Burian von Guttenstein das Gut Hokov bei Ota von Hokov und Hájek von Stebno gegen andere Güter ein. 1513 wurde Konrad Kuneš von Hokov in der Landtafel als Besitzer der von seinem Vater Ota ererbten Herrschaft Hokov mit der Burg Hokov, dem Hof und dem Dorf Hokov eingetragen. Später lebte auf der Burg auch Konrads Sohn Dalibor Kuneš von Hokov mit seiner Frau Margarethe von Vchynice und neun Dienern. Nach dem Tode von Dalibor, der jung und ohne Nachkommen verstarb, verkaufte Konrad Kuneš die Herrschaft 1545 an Johann Stampach von Stampach. Nach Johanns Erhebung in den Ritterstand war Hokov für 18 Jahre ein Rittersitz; in dieser Zeit erfolgte die deutsche Kolonisation des Dorfes. Sein Sohn Adam Stampach von Stampach vergrößerte die Herrschaft durch den Zukauf des Gutes Strojetice.
Dessen Sohn Wenzel Adam Stampach von Stampach machte das Schloss Strojetice zu seinem Sitz und tauschte das Gut Hokov 1597 bei Benedikt Kolowrat-Liebsteinsky gegen Krty ein. Der Hauptmann des Rakonitzer Kreises erweiterte das Gut Hokov um 1612 durch den Ankauf der Güter Běsno und Kolešov. Im Jahre 1617 erbte sein jüngster Sohn Ferdinand die Herrschaft Hokov. Ferdinand Kolowrat-Liebsteinsky war ein glühender Katholik und blieb auch während des Ständeaufstandes im Gegensatz zu den meisten seiner nahen Verwandten ein treuer Gefolgsmann Ferdinands II. Dieser ernannte ihn 1628 zum Hauptmann und kaiserlichen Reformkommissar für den Rakonitzer und den Saatzer Kreis. Ferdinand Kolowrat pflegte einen verschwenderischen Lebensstil; als er 1648 verstarb, waren die Hokauer Güter so überschuldet, dass seine Tochter Maria Elisabeth sie nicht halten konnte. 1652 verkaufte ihr Kurator die Herrschaft an Johann Sebastian von Pötting. Dieser veräußerte sie zwei Jahre später an Ludmilla Eva Gräfin von Wolkenstein, geborene Hieserle von Chodau.
Zwischen dem 16. August und 8. Dezember 1680 verstarben in Hokau 35 Einwohner an der Pest, sie wurden außerhalb des Dorfes in einem Gemeinschaftsgrab beigesetzt.
Im Jahre 1688 kaufte der königliche Statthalter in Prag, Johann Peter Hoberg von Hennersdorf die Herrschaft, drei Jahre später erbte sie sein Sohn Johann Friedrich. Dieser verkaufte Hokau 1707 an Wenzel Johann Adalbert Walkaun von Adlar († 1722), der zuvor Zlonice besessen hatte. Er überschrieb den Besitz 1713 in Folge einer schweren Erkrankung seiner Frau Marie Claudia Felicitas, geborene von Aldringen. Zu dieser Zeit lebte auf dem alten Schloss auch Anna Maria Walkaun von Adlar, geborene Gräfin von Wallis. Im Jahre 1716 kaufte Georg Olivier von Wallis die Herrschaft Hokau mit den Dörfern Hokau, Dereisen (Zderaz) und Woratschen, dem Žižkahof (Čížkov) und dem wüsten Dorf Geblan (Keblany); am 10. Mai 1717 wurde der Kauf in der Landtafel eingetragen. Am 14. Juli 1717 erwarb Georg Olivier von Wallis auch das Gut Dekau sowie 1724 das Gut Koleschowitz. Seit 1719 ist mit Simon Tischer in Hokau ein Schlosskaplan nachweislich. Georg Olivier von Wallis vereinigte die Güter Dekau, Koleschowitz und Hokau 1744 zur Herrschaft Koleschowitz und erklärte diese zum Familienfideikommiss. 1744 erbte die Besitzungen sein Sohn Stephan Olivier von Wallis. Dieser ließ das alte Schloss abtragen und an seiner Stelle 1757 die öffentliche Kapelle des hl. Prokop erbauen. Die Kapelle war 1780 in einem so schlechten Zustand, dass sie abgerissen werden musste. Das Altarbild des hl. Prokop wurde in die Kirche nach Dekau verbracht, die anderen beiden Bilder aus der Kapelle kamen in die Kirchen von Horschowitz und Wießen (Běsno). 1832 erbte Stephans Sohn Rudolf Olivier Graf von Wallis den Besitz, ihm folgte 1838 dessen Sohn Friedrich Olivier Graf von Wallis. 1837 lebten in Hokau 266 Christen und 28 Juden (7 Familien).
Im Jahre 1843 umfasste das Gut Hokau eine Nutzfläche von 2971 Joch 911 Quadratklafter. Das an der Karlsbader Poststraße gelegene Dorf Hokau / Hokow bestand aus 52 Häusern mit 335 deutschsprachigen Einwohnern, darunter fünf jüdischen Familien. Im Ort gab es einen obrigkeitlichen Meierhof, ein dominikales Hegerhaus und ein Wirtshaus. Pfarrort war Dekau. Die Bewohner lebten vornehmlich vom Hopfenbau. Bis zur Mitte des 19. Jahrhunderts blieb Hokau der Fideikommissherrschaft Koleschowitz untertänig.
Nach der Aufhebung der Patrimonialherrschaften bildete Hokau / Hokov ab 1850 eine Gemeinde im Bezirk Saaz und Gerichtsbezirk Jechnitz. 1868 wurde Hokau dem Bezirk Podersam zugeordnet. Im Jahre 1873 wurde der Besitz von
Friedrich Olivier Graf von Wallis unter dessen sieben Söhnen aufgeteilt. Das Gut Koleschowitz mit dem 140,42 ha umfassenden Fideikommisshof Hokau erhielt Karl Graf von Wallis. Mit seinem Bruder Friedrich von Wallis auf Hoch-Libin gründete er zur gemeinschaftlichen Bewirtschaftung der Güter Koleschowitz und Hoch-Libin ein Unternehmen, das 1881 Konkurs anmelden musste. Bis 1879 erfolgte der Schulunterricht in Dekau, danach in der zur Schule hergerichteten Chaluppe Nr. 14. Im Jahre 1895 lebten in den 58 Häusern des Dorfes 326 Personen. 1896 wurde ein neues Schulhaus eingeweiht, die Baukosten betrugen 8000 Gulden. Im Jahre 1900 lebten in den 66 Häusern von Hokau 312 Personen, sechs Häuser waren unbewohnt. Die Haupterwerbsquelle war die Landwirtschaft, bei der der Ackerbau und der Obstbau dominierten. Die Hälfte der Gemeindefläche gehörte zum Meierhof der Grafen Wallis. Am Hang südlich des Dorfes wurde 1902 ein Gemeindefriedhof angelegt. Nach der Gründung der Tschechoslowakei wurden verstärkt tschechische Familien angesiedelt. Im Jahre 1930 lebten in Hokau 348 Personen, 1932 waren es 375. Nach dem Münchner Abkommen wurde die Gemeinde 1938 dem Deutschen Reich zugeschlagen. 1939 wurden die meisten tschechischen Familien aus Hokau in das Protektorat Böhmen und Mähren vertrieben. Infolgedessen hatte die Gemeinde 1939 nur noch 262 Einwohner. Bis 1945 gehörte Hokau zum Landkreis Podersam. Nach dem Ende des Zweiten Weltkrieges kam Hokov zur Tschechoslowakei zurück; die Schule wurde 1945 geschlossen und im Jahre darauf die deutschsprachigen Einwohner vertrieben. Die Wiederbesiedlung mit Tschechen gelang nur mäßig. Der Okres Podbořany wurde 1960 aufgehoben, seitdem gehört Hokov zum Okres Rakovník. 1961 wurde Hokov nach Hořovičky eingemeindet. Im Jahre 1991 hatte das Dorf 77 Einwohner, beim Zensus von 2001 lebten in den 50 Wohnhäusern von Hokov 83 Personen.
Hokov ist ein traditionelles Hopfenanbaugebiet und wird von Hopfenfeldern umgeben.

## Hangrutsch
Ausgelöst durch unterirdische Quellen kam es im Jahre 1900 in Hokau zu einem Hangrutsch, bei dem das Haus Nr. 33 einschließlich seiner Nebengebäude zerstört wurde. Das angrenzende Haus Nr. 32 wurde um zwei Meter verschoben, es blieb aber bewohnbar und wurde erst später abgerissen. Reste der Grundmauern beider Häuser sind noch sichtbar. Der Hangrutsch ist noch immer in Bewegung.

## Ortsgliederung
Der Ortsteil Hokov bildet zugleich einen Katastralbezirk.

## Sehenswürdigkeiten
- Kapelle, erbaut 1925
- Denkmal für die Gefallenen des Ersten Weltkrieges, an der Kapelle, enthüllt 1928
- Gehöfte in Volksbauweise
- Pestfriedhof von 1680, am Feldweg nach Šmikousy, auf der Grabstelle befindet sich ein Holzkreuz mit Dornenkrone und Inschrift.
- Ehemalige Volksschule, der klassizistische Bau wurde 1896 fertiggestellt. Nach der Einstellung des Unterrichts im Jahre 1945 diente er noch einige Jahre als Jugendzentrum und wurde danach den Verfall überlassen. Im Jahre 1996 kaufte Michaela Scheid aus Deutschland das desolate Gebäude, um darin wieder eine Gemeinschaftsschule für tschechische und deutsche Kinder einzurichten. Das Projekt scheiterte, heute ist das Gebäude eine Ruine mit eingestürztem Dach.